# San Gotardo (Misiones)
San Gotardo es una localidad argentina ubicada en el departamento Libertador General San Martín de la Provincia de Misiones. Depende administrativamente del municipio de Capioví, de cuyo centro urbano dista unos 8 km.
La localidad se desarrolla en las cercanías de una fábrica de pasta celulósica, y dista un kilómetro del río Paraná, donde se encuentra el puerto de Oro Verde, en el kilómetro 1720 de dicho río. La principal vía de acceso es un camino que la vincula al este con la Ruta Nacional 12 y Capioví.